# Ảnh hưởng kinh tế của đại dịch COVID-19 tại Việt Nam
Đại dịch COVID-19 tại Việt Nam đã làm ảnh hưởng đến nền kinh tế Việt Nam. Giống như đa số nền kinh tế trên thế giới, ở Việt Nam, các ngành công nghiệp tư nhân bị thiếu hụt nguồn nguyên liệu cung ứng và đối mặt với nguy cơ dừng sản xuất. Dịch Covid-19 còn ảnh   hưởng nặng nề đến hàng hải, hậu cần hay các lĩnh vực phân phối, bán lẻ trong nước. Có những doanh nghiệp, các hộ kinh doanh "gặp khó khăn" hoặc đứng bên bờ vực phá sản.

## Dòng thời gian

### 2020

#### Mức tăng trưởng kinh tế
Trong quý I, mức tăng trưởng kinh tế của Thành phố Hồ Chí Minh chỉ có 0,42%, Hà Nội tăng 3,72%, Hải Phòng tăng 14,9% (dẫn đầu cả nước), Cần Thơ 4,07%, đối với Đà Nẵng thì chưa có số liệu cụ thể nhưng báo cáo chính phủ tăng trưởng âm, thấp kỷ lục sau nhiều năm và đánh giá thấp hơn cả Thành phố Hồ Chí Minh. Các tỉnh: Quảng Ninh 7,2%, An Giang 4,75%, Vĩnh Phúc tăng 6,38%, Khánh Hòa giảm 9,33%, Lâm Đồng tăng 9,8%, Đắk Nông tăng 5,04%, Tiền Giang tăng 3,86%, Bắc Giang tăng 7,4%, Bắc Ninh 5,9%, Thái Bình tăng 6,87%, Phú Yên tăng 1,08%... Dự báo quý 2 sẽ giảm nhiều hơn, và nếu dịch được không chế, sẽ tăng cao lên trong hai quý cuối năm. Theo dự đoán của IMF thì Việt Nam năm 2020 tăng chỉ 2,7%, cao hàng đầu châu Á (trong khi Đông Nam Á giảm 0,7% và toàn thế giới giảm 3%). Báo cáo Chính phủ tới Ủy ban Thường vụ Quốc hội ngày 15/5 đề xuất mục tiêu GDP năm 2020 tăng khoảng 4,5%, giảm 2,3 điểm phần trăm so với mục tiêu Quốc hội giao 6,8%. Nếu tình hình kiểm soát dịch bênh trên thế giới diễn ra thuận lợi, thị trường có sự hồi phục tốt hơn thì phấn đấu mức tăng GDP là 5,4%. Tuy nhiên điều chỉnh cần xin ý kiến Bộ Chính trị sau đó trình ra Trung ương và Quốc hội. Quốc hội thống nhất chưa điều chỉnh các mục tiêu kinh tế – xã hội năm 2020, trong đó có chỉ tiêu GDP tăng 6,8%.
Tăng trưởng 6 tháng đầu năm 2020 là 1,81% (quý II là 0,36%). Theo IHS Markit, kinh tế Việt Nam có thể chỉ tăng 1% năm 2020. Tăng trưởng ở một số địa phương 6 tháng đầu năm: TP.HCM tăng 1,02% (tính theo giá so sánh 2010); Hà Nội tăng 3,39%; Hải Phòng tăng 10,87% (cao nhất nước); Cần Thơ tăng 1,43%; Bình Định tăng 2,01%; Đồng Nai tăng 5,8%; Bình Thuận tăng 2,81%; Hà Nam tăng 6,4%; Thái Bình  tăng trên 4,6%; Lâm Đồng tăng 0,51%; Đắk Nông tăng 6,09%; Lạng Sơn tăng 0,47%; Quảng Ninh tăng 5,7%; Thừa Thiên – Huế tăng 0,38%; Bạc Liêu tăng 2,05%; Bắc Giang tăng 3,7%; Nghệ An ước tăng 2,69%; Lào Cai tăng 6,08%; Ninh Thuận tăng 8,46%; Bà Rịa – Vũng Tàu  trừ dầu khí tăng 0,52%; Hà Tĩnh tăng 0,1%; Sơn La tăng 0,03%; Trà Vinh tăng 3,35%; Vĩnh Long tăng 1,24%; Đồng Tháp tăng 3,41%; Phú Yên ước tăng 1,93%; Tuyên Quang tăng 2,7%; Quảng Ngãi tăng 0,72%; Long An tăng 1,12%; An Giang tăng 1,96%; Kiên Giang tăng 3,33%; Cà Mau giảm 0,45%; Sóc Trăng giảm 0,64%; Tiền Giang giảm 0,83%;  Hậu Giang giảm 1,22%; Bến Tre giảm 1,37%; Vĩnh Phúc giảm 2,7%; Bắc Ninh giảm 3,3%; Đà Nẵng giảm 3,61%; Khánh Hòa –12,02%; Quảng Nam –11,51%; Bà Rịa – Vũng Tàu –6,87%; Hòa Bình –6.51%... (Theo Tổng cục Thống kê: 12 tỉnh, thành tăng trưởng âm: Vĩnh Phúc, Bắc Ninh, Hòa Bình, Đà Nẵng, Quảng Nam, Phú Yên, Khánh Hòa, Bà Rịa – Vũng Tàu, Bến Tre, Hậu Giang, Sóc Trăng, Cà Mau)
Chín tháng đầu năm cả nước tăng 2,12%, Hải Phòng tăng ước tính 11,39%, Hà Nội tăng 3,27%, TP Hồ Chí Minh tăng 0,77%, Đà Nẵng quý 3 giảm mạnh, dự báo cả năm giảm 9,26%, Bắc Giang ước đạt 10,98%, Quảng Ninh 6,5%, Cần Thơ 1,98%...GRDP Đà Nẵng năm 2020 giảm 9,77% so với cùng kỳ năm 2019, GRDP bình quân đầu người giảm 10,2% cùng kỳ. Tốc độ tăng trưởng kinh tế (GRDP) năm 2020 Quảng Ninh tăng 10,05%, Hà Nội cả năm ước tăng 3,98%, TP. Hồ Chí Minh cả năm tăng 1,39%.
GDP quý 4 của Việt Nam tăng 4,48%. Kinh tế năm 2020 của Việt Nam tăng 2,91%, theo báo cáo của nhà nước, mức tăng này theo Reuters, thuộc hàng cao nhất thế giới, nhưng vẫn là thấp nhất trong vòng 30 năm. Khu vực nông, lâm nghiệp và thủy sản tăng 2,68% so với cùng kỳ năm trước trong khi khu vực công nghiệp và xây dựng tăng 3,98% và dịch vụ tăng 2,34%. GDP của Việt Nam tăng 7,02% trong năm 2019, vượt mục tiêu của năm đề ra 6,6 đến 6,8%. Bắc Giang bất ngờ đạt mức tăng trưởng cao nhất cả nước năm 2020, đạt 13,02%,  Hải Phòng đứng ở vị trí thứ hai, tăng 11,22%, Quảng Ninh đạt mức tăng trưởng 10,05%, Ninh Thuận tăng 9,58% xếp thứ 3 và 4 về tăng trưởng, thấp nhất là Khánh Hòa –10,52%, Đà Nẵng –9,77% (có 5 tỉnh thành tăng trưởng âm).

#### Người lao động và doanh nghiệp
Tính đến tháng 12 năm 2020, cả nước có 32,1 triệu người từ 15 tuổi trở lên bị ảnh hưởng tiêu cực bởi dịch Covid-19 bao gồm người bị mất việc làm, phải nghỉ giãn việc/nghỉ luân phiên, giảm giờ làm, giảm thu nhập,… Trong đó, 69,2% người bị giảm thu nhập, 39,9% phải giảm giờ làm/nghỉ giãn việc/nghỉ luân phiên và khoảng 14,0% buộc phải tạm nghỉ hoặc tạm ngừng hoạt động sản xuất kinh doanh.
Khu vực dịch vụ chịu ảnh hưởng nặng nề nhất bởi dịch Covid-19 với 71,6% lao động bị ảnh hưởng, tiếp đến là khu vực công nghiệp và xây dựng với 64,7% lao động bị ảnh hưởng; tỷ lệ lao động bị ảnh hưởng trong khu vực nông, lâm nghiệp và thủy sản là 26,4%. Dịch Covid-19 đẩy 1,3 triệu người vào tình trạng không có việc làm trong năm 2020, đa phần người mất việc trong độ tuổi lao động. Riêng trong quý 4–2020 có khoảng 1,2 triệu người thất nghiệp, tăng 136.800 người so với cùng kỳ năm trước.
Nhiều lao động nhập cư tại các thành phố bị thất nghiệp, thu nhập sụt giảm do giãn cách xã hội tại gia. Thành phố Hồ Chí Minh thống kê 600.000 người thất nghiệp tính đến cuối tháng 3, Khánh Hòa có khoảng 17.000 người thất nghiệp trong quý một. Ngày 21 tháng 4, Tổng cục Thống kê cho biết gần 5 triệu lao động thất nghiệp hoặc nghỉ luân phiên do ảnh hưởng từ dịch, đây tỉ lệ thiếu việc làm trong độ tuổi lao động ở mức cao nhất trong 5 năm qua. Tổ chức Lao động Quốc tế (ILO) ước tính 4,6 đến 10,3 triệu lao động Việt Nam bị ảnh hưởng đến sinh kế tính đến quý hai do khủng hoảng dịch bệnh. Theo Ủy ban về Các vấn đề xã hội thuộc Quốc hội, số người thất nghiệp nộp hồ sơ nhận bảo hiểm thất nghiệp tăng 63,26%, Bộ Lao động – Thương binh và Xã hội báo cáo 16.200 doanh nghiệp tạm ngừng kinh doanh. Tăng trưởng kinh tế được cho là "kém" nhất kể từ Đổi Mới năm 1986, Bộ Kế hoạch và Đầu tư công bố kết quả khảo sát tháng 4 cho biết 86% trong tổng số gần 130.000 doanh nghiệp bị ảnh hưởng do dịch bệnh. Số doanh nghiệp thành lập mới giảm 13,3% trong khi số doanh nghiệp dừng kinh doanh có thời hạn tăng 33,6%.
Thu nhập bình quân đầu người một tháng cả nước theo giá hiện hành năm 2020 đạt khoảng 4,23 triệu đồng, giảm khoảng 2% so với năm 2019. Thu nhập bình quân của tỉnh Bình Dương cao nhất, đạt 7,019 triệu đồng/người/tháng, hơn mức thu nhập bình quân của thành phố Hồ Chí Minh (6,537 triệu đồng/người/ tháng) và ở Hà Nội (5,981 triệu đồng/người/tháng). Tiếp đến là các tỉnh, thành phố Đồng Nai, Bắc Ninh, Đà Nẵng, Hải Phòng… Nếu trừ đi lạm phát (CPI bình quân năm 2020 tăng 3,23%) thì thu nhập thực tế của người dân giảm khoảng 4,5%. năm 2020 cả nước có 32,1 triệu người từ 15 tuổi trở lên bị ảnh hưởng tiêu cực bởi dịch Covid-19, bao gồm người bị mất việc làm, phải nghỉ giãn việc/nghỉ luân phiên, giảm giờ làm, giảm thu nhập…Trong đó, trên 69% người bị giảm thu nhập, gần 40% phải giảm giờ làm/nghỉ giãn việc/nghỉ luân phiên và khoảng 14% buộc phải tạm nghỉ hoặc tạm ngừng hoạt động sản xuất kinh doanh. Khu vực dịch vụ chịu ảnh hưởng nặng nề nhất bởi dịch Covid-19 với 71,6% lao động bị ảnh hưởng, tiếp đến là khu vực công nghiệp và xây dựng với 64,7% lao động bị ảnh hưởng; tỷ lệ lao động bị ảnh hưởng trong khu vực nông, lâm nghiệp và thủy sản là 26,4%.

#### Các ngành kinh tế
Ngành hàng không bị ảnh hưởng nặng nề, nhiều chuyến bay bị hủy bỏ, lượng khách du lịch đến Việt Nam sụt giảm. Cục Hàng không ước tính doanh thu hàng không thiệt hại khoảng 25.000 tỷ đồng; ngành hàng không rơi vào tình trạng "xấu nhất" trong lịch sử 60 năm phát triển, toàn bộ các đường bay bị tạm ngừng. Theo khảo sát kết quả 1.200 doanh nghiệp của Ban Nghiên cứu phát triển kinh tế tư nhân (Ban IV), 26,2% sẽ phá sản nếu đại dịch kéo dài 6 tháng, gần 30% mất 20–50% doanh thu, 60% giảm hơn một nửa doanh thu. Cục Công nghiệp cho biết công nghiệp sản xuất chế tạo–chế biến bị thiếu hụt nguồn cung ứng nguyên liệu–linh kiện (phần lớn nhập khẩu từ Nhật Bản, Trung Quốc, Hàn Quốc) dẫn đến nguy cơ dừng hoạt động. Cục Thuế Hà Nội cho biết trong hai tháng đầu năm có hơn 2.600 hộ kinh doanh giải thể và 6.400 hộ kinh doanh nghỉ kinh doanh, ngân sách Nhà nước thất thu từ 4.200 đến 16.600 tỷ đồng. Công nghiệp du lịch–nghỉ dưỡng và liên vận thiệt hại doanh thu do chính sách cách ly xã hội, lượt du khách quốc tế trong 3 tháng đầu năm đạt 3,7 triệu người và giảm 18,1% so với cùng kỳ năm 2019, thị trường du lịch trong nước và quốc tế gần như "đóng băng" hoàn toàn.
Theo báo cáo của Tổng cục Hải quan, trong tháng 2, dịch Covid-19 đã khiến ngân sách Việt Nam bị mất khoảng 150 tỷ đồng mỗi ngày, so với tháng 1. Công bố của Tổng cục Thống kê chiều ngày 27 tháng 3 năm 2020 cho thấy GDP quý I/2020 tăng 3,82% so với cùng kỳ 2019. Đây là mức tăng thấp nhất của quý I trong giai đoạn 2011–2020, thậm chí tồi tệ hơn kịch bản xấu nhất mà Bộ Kế hoạch và Đầu tư đã đề ra trong phiên họp Chính phủ thường kỳ tháng 1/2020.
Cục Quản lý nhà và thị trường bất động sản thuộc Bộ Xây dựng cho biết giá bán căn hộ chung cư tăng so với cùng kỳ năm trước (Hà Nội tăng 1,02%, thành phố Hồ Chí Minh tăng 3,5%), giá bán nhà riêng lẻ tăng (Hà Nội tăng 3,82%, thành phố Hồ Chí Minh tăng 8,36%); trong khi giá thuê mặt bằng kinh doanh giảm 10–30%, doanh nghiệp bất động sản cắt giảm 50% nhân sự so với thời điểm trước đại dịch, 80% sàn bất động sản toàn quốc tạm dừng hoạt động. Chủ các mặt bằng kinh doanh cho thuê chủ động giảm 30%–40% giá so với cùng kỳ năm ngoái; trong khi khảo sát của CBRE Việt Nam về khách thuê mặt bằng kinh doanh cho biết 79% lo lắng doanh thu sáu tháng cuối năm sẽ xấu hơn, 43% cho rằng doanh thu sẽ giảm từ 10%–30%, 61% chưa được hỗ trợ từ chủ nhà, 27% mong đợi các chủ nhà hỗ trợ.  Dịch bệnh cũng gây ra tình trạng thất nghiệp ở một số địa phương.
Tính đến 21 tháng 5, nông nghiệp tăng 0,08% và sản xuất công nghiệp tăng 1,8% so với cùng kỳ. Bộ Công Thương báo cáo xuất khẩu được 8,22 tỷ USD trong 2 tuần đầu tháng 5, được xem là kỳ có kim ngạch thấp nhất kể từ đầu năm 2020 đến hiện tại, nhóm hàng xuất khẩu chủ lực (điện thoại, máy móc thiết bị) sụt giảm.

#### Thị trường

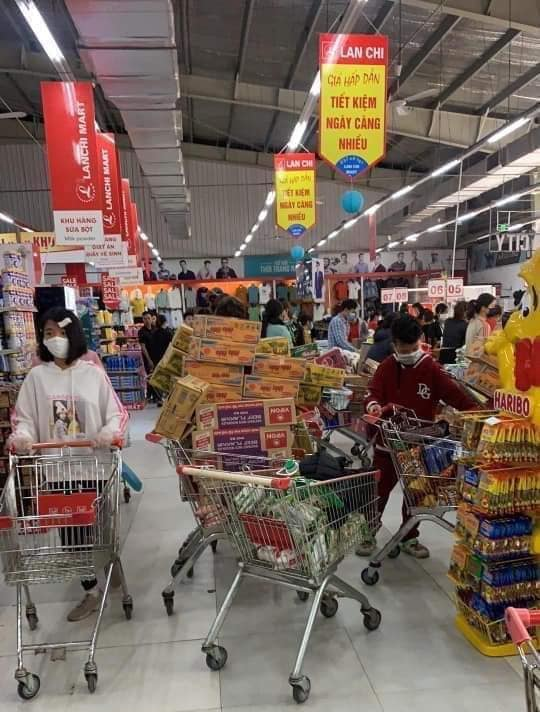
Mua hàng hóa dự trữ tại một siêu thị ở Việt Nam vì dịch Covid-19.

Trước sự bùng phát của dịch, mối lo ngại trong cộng đồng đã dẫn đến sự gia tăng nhu cầu khẩu trang, nước sát khuẩn. Nhiều nơi xuất hiện tình trạng tăng giá khẩu trang hoặc hết hàng; một số nhu yếu phẩm cũng bị đội giá. Trước tình hình đó, lực lượng quản lý thị trường, thanh tra tài chính tăng cường kiểm tra, xử lí các trường hợp tăng giá gây ảnh hưởng tới lợi ích người tiêu dùng. Đồng thời, nhiều biện pháp đã được thực hiện để đảm bảo phục vụ nhu cầu của người dân, đặc biệt là tại Hà Nội sau khi công bố ca nhiễm thứ 17. Ông Nguyễn Xuân Cường, Bộ trưởng Bộ Nông nghiệp & Phát triển nông thôn khẳng định ngành nông nghiệp sẽ cung cấp đủ lương thực, thực phẩm trong thời gian dịch bệnh; tiếp tục giữ đà tăng trưởng xuất khẩu nông sản dù từ đầu 2020 đã phải ứng phó với Covid-19, thời tiết cực đoan do biến đổi khí hậu và dịch bệnh trong nông nghiệp. Tuy nhiên, cũng vì mối quan ngại về dịch bệnh nên người dân có xu hướng tránh nơi đông người, gây ra cảnh ế ẩm, vắng vẻ tại các cửa hiệu, khu mua sắm,...
Ngày 24 tháng 3, Tổng cục hải quan có công điện hoả tốc yêu cầu Cục hải quan các tỉnh, thành phố tạm dừng việc đăng ký, tiếp nhận và thông quan các lô hàng gạo xuất khẩu kể từ 0 giờ ngày 24 tháng 3 năm 2020 nhằm đảm bảo an ninh lương thực trong nước. Một ngày sau đó, Văn phòng Chính phủ có văn bản tới Bộ Công thương, Bộ Tài chính, Bộ Nông nghiệp & Phát triển nông thôn, truyền đạt yêu cầu của Thủ tướng Chính phủ về việc kiểm tra, đánh giá nguồn cung và tình hình xuất khẩu gạo. Ngày 28 tháng 3, Bộ Công Thương đề xuất cho xuất khẩu gạo trở lại, kiểm soát chặt chẽ số lượng theo từng tháng.

#### Thị trường chứng khoán
Đối với thị trường chứng khoán, trước khi phát hiện ca bệnh COVID-19 đầu tiên tại Việt Nam, thông tin về dịch bệnh ở Trung Quốc dường như không ảnh hưởng nhiều đến thị trường. Trong giai đoạn 2, từ 23/1 đến 26/2, thị trường bắt đầu xu hướng giảm và mất hơn 6,6%, từ 959,58 điểm xuống 895,97 điểm. Trong giai đoạn 3, chỉ số VN-Index đã giảm tối thiểu từ 895,97 vào ngày 26 tháng 2 xuống 893,31 vào ngày 5 tháng 3 năm 2020. Trong giai đoạn 4, giữa xác nhận trường hợp thứ 17 tại Việt Nam vào ngày 6 tháng 3 và trường hợp thứ 207 vào ngày 31 tháng 3, thị trường chứng khoán bị ảnh hưởng nghiêm trọng, chỉ số VN-Index ghi nhận mức giảm mạnh gần 229 điểm, tương đương 25,7%. Đỉnh điểm vào ngày 24 tháng 3 năm 2020, VN-Index xuống mốc 659,21 điểm, mức thấp nhất trong vòng ba năm. Tuy nhiên, với khả năng kiểm soát dịch bệnh thành công của Chính phủ, TTCK Việt Nam được phục hồi nhanh chóng trong những tháng còn lại của năm 2020.
Theo Ủy ban Chứng khoán Nhà nước (UBCKNN), sau khi dịch bệnh trong nước được kiểm soát, TTCK Việt Nam đã phục hồi nhanh và mạnh, thuộc top đầu thế giới. TTCK Việt Nam đã đóng cửa năm 2020 với mức hồi phục ấn tượng, tăng xấp xỉ 15% so với cuối năm 2019 và được đánh giá là 1 trong 10 thị trường chứng khoán tăng trưởng tốt nhất thế giới. Giá trị giao dịch bình quân phiên của cả 3 sàn đạt 7.396 tỷ, tăng tới 59% so với năm trước. Kết thúc năm 2020, chỉ số VN Index vượt 1.100 điểm, đạt 1103,87 điểm, tăng mạnh tới 67% so với thời điểm thấp nhất của năm 2020, tăng 14,9% so với thời điểm cuối năm 2019; chỉ số HNX Index đạt 203,12 điểm, tăng gần 119% so với thời điểm cuối quý I/2020 và tăng 98,1% so với cuối năm 2019; UPCOM-Index đạt 74,45 điểm, tăng hơn 31,6%.

#### Đánh giá
Trang Arab News ngày 8 tháng 1 năm 2021 đã ca ngợi thành tựu của Việt Nam trong phòng chống Covid-19, và phát triển kinh tế. Nhiều hiệp định thương mại tự do được ký kết. "Việt Nam rõ ràng đã giành được vị trí là điểm đến đầu tư hấp dẫn nhất ở Đông Nam Á." Theo bài báo Việt Nam còn hạn chế như đang thiếu lao động có kỹ năng cao, bộ máy quan liêu cần số hóa và phụ thuộc quá nhiều vào nhập khẩu than gây ô nhiễm để phát triển nhiên liệu. "Nếu một ngành kinh doanh cần lao động giá rẻ, thì ngành đó chắc chắn sẽ đến Việt Nam".
Theo Bloomberg và Washington Post: Việt Nam tăng trưởng kinh tế chậm lại còn 2,91% vào năm 2020 do suy thoái kinh tế toàn cầu do đại dịch làm giảm nhu cầu đối với các sản phẩm sản xuất tại Việt Nam, từ điện thoại thông minh đến áo sơ mi... Việc Việt Nam xử lý thành công đại dịch, cải thiện cơ sở hạ tầng, các chính sách thân thiện với các nhà đầu tư, sự ổn định chính trị và lực lượng lao động trẻ được giáo dục tốt và giá rẻ có khả năng tiếp tục thu hút các công ty quốc tế. Việt Nam là một trong những quốc gia lạc quan nhất thế giới, theo khảo sát của Nielsen.

### 2021

#### Mức tăng trưởng kinh tế

##### Quý I
Ngày 28 tháng 1, sau khi có một lượng lớn ca nhiễm cộng đồng, vốn hóa thị trường chứng khoán bốc hơi 15 tỷ USD, VN-Index giảm xấp xỉ 6,7%, đây là một trong những phiên giảm mạnh nhất trong lịch sử hơn 20 năm ngành chứng khoán và cũng là lần đầu tiên trong lịch sử, 30 mã bluechip trong nhóm VN30 đều giảm sàn.
Thông tin Tổng cục Thống kê công bố ngày 29/1 cho biết khách quốc tế đến Việt Nam trong tháng 1/2021 ước tính tăng 9% so với tháng 12/2020 nhưng giảm tới hơn 99% so với cùng kỳ năm trước. Cụ thể, khách quốc tế đến Việt Nam trong tháng 1/2021 ước tính đạt 17.736 lượt người, trong đó, khách đến bằng đường hàng không và đường biển giảm hơn 99%; bằng đường bộ giảm gần 98%. Trong tháng 1/2021, khách quốc tế đến Việt Nam từ châu Á chiếm hơn 89% tổng số khách quốc tế, giảm 99% so với cùng kỳ năm trước. Khách đến từ tất cả các thị trường chính đều giảm mạnh, trong đó Trung Quốc giảm gần 99%; Hàn Quốc giảm hơn 99%; Đài Loan giảm hơn 98%, Nhật Bản giảm hơn 99%. Khách đến từ châu Âu tháng 1/201 ước tính giảm 99,5% so với cùng kỳ năm trước… Doanh thu dịch vụ lưu trú, ăn uống tháng 1/2021 ước tính tăng 2,7%; doanh thu du lịch lữ hành ước tính tăng 0,7% so với tháng 12/2020…
Quý 1 năm 2021, GDP của Việt Nam tăng 4,48%. Thành phố Hồ Chí Minh tăng 4,58%, Hà Nội tăng 5,17%, Hải Phòng tăng 13,22%, Bắc Giang tăng 17,96%, Bắc Ninh tăng 8,16%, Quảng Ninh tăng 9,02%, Vĩnh Phúc tăng 8,05%...

##### Quý II và 6 tháng
Trong quý II năm 2021, GDP của Việt Nam ước tính tăng 6,61% so với cùng kỳ năm trước, GDP 6 tháng tăng 5,64%. Khu vực nông, lâm nghiệp và thủy sản chiếm tỉ trọng 12,15%; khu vực công nghiệp và xây dựng chiếm 37,61%; khu vực dịch vụ chiếm 41,13%; thuế sản phẩm trừ trợ cấp sản phẩm chiếm 9,11%.
Tổng sản phẩm trên địa bàn Hà Nội (GRDP) 6 tháng đầu năm 2021 tăng 5,91% so với cùng kỳ năm trước (quý I tăng 5,17%; quý II tăng 6,61%). Thành phố Hồ Chí Minh GRDP 6 tháng đầu năm tăng 5,46%. Tổng sản phẩm trên địa bàn (GRDP) của Hải Phòng 6 tháng đầu năm 2021 ước tăng 13,52% so với cùng kỳ năm trước, cao hơn mức tăng 10,87% của 6 tháng đầu năm 2020, đứng thứ 4 cả nước, thứ 2 vùng trọng điểm Bắc Bộ. Tổng sản phẩm trên địa bàn thành phố Đà Nẵng (GRDP) trong 6 tháng đầu năm 2021 tăng 4,99% so với cùng kỳ năm 2020. Vĩnh Phúc tổng sản phẩm trên địa bàn (GRDP) ước tăng 14,21% so với cùng kỳ (cao nhất trong 10 năm trở lại đây, cao nhất vùng đồng bằng sông Hồng, đứng thứ 3 cả nước (sau tỉnh Hòa Bình và tỉnh Ninh Thuận). Tuyên Quang GRDP ước 6 tháng đầu năm 2021 (theo giá so sánh 2010) đạt 8.718,64 tỷ đồng, tốc độ tăng trưởng GRDP tăng 6,19% so với cùng kỳ năm 2020. Hòa Bình tổng sản phẩm trên địa bàn (GRDP) ước tăng 16,1%, là mức tăng cao nhất trong 3 năm gần đây. Ninh Thuận tổng sản phẩm trong tỉnh (GRDP) 6 tháng đầu năm 2021 ước tăng 14,57% so với cùng kỳ năm trước, mức tăng cao thứ hai của cả nước và đứng đầu khu vực Duyên hải miền Trung. Quảng Ninh tốc độ tăng trưởng kinh tế (GRDP) 6 tháng đầu năm 2021 của tỉnh tăng 8,02%, xếp ở vị trí thứ 4 so với các tỉnh, thành khu vực phía Bắc, chính bởi sự bứt phá của ngành công nghiệp chế biến, chế tạo với mức tăng ở 2 con số, tăng 38,95%.
Quảng Nam  tổng sản phẩm trên địa bàn đạt hơn 30,9 nghìn tỷ đồng (theo giá so sánh 2010), tốc độ tăng trưởng kinh tế (GRDP) tăng 11,7%. Thanh Hóa tốc độ tăng trưởng GRDP của tỉnh 6 tháng đầu năm ước đạt 8,66%, cao nhất các tỉnh khu vực Bắc Trung Bộ. Yên Bái tổng sản phẩm trong tỉnh (GRDP) đạt gần 8.993 tỷ đồng, tăng 5,68% so với cùng kỳ 2020. Bắc Ninh tổng sản phẩm trong tỉnh (GRDP) đạt gần 8.993 tỷ đồng, tăng 5,68% so với cùng kỳ 2020. Cần Thơ GRDP 6 tháng đầu năm tăng 5,61%. Thừa Thiên Huế tốc độ tăng trưởng trong 6 tháng đầu năm đạt 5,64% so cùng kỳ năm 2020, cao hơn mức tăng 0,51% của 6 tháng đầu năm 2020. Gia Lai tổng sản phẩm trên địa bàn tỉnh (GRDP) ước tăng 9,7%, đạt mức tăng khá so với các tỉnh trong vùng và cả nước. Bình Thuận tổng sản phẩm nội tỉnh (GRDP) 6 tháng đầu năm 2021 tăng 7,53% so với cùng kỳ năm 2020. Ninh Bình, tổng sản phẩm xã hội (GRDP) trên địa bàn toàn tỉnh 6 tháng đầu năm 2021 ước tính đạt 20.996,5 tỷ đồng, tăng 7,18% so với cùng kỳ năm trước. Lai Châu  tổng sản phẩm (GRDP) 6 tháng đầu năm 2021 ước đạt 5.423,9 tỷ đồng tăng 10,08 % đây là mức tăng cao nhất trong 5 năm trở lại đây. GRDP An Giang 6 tháng đầu năm tăng 5,79%, xếp thứ 5 khu vực Đồng bằng Sông Cửu Long, chỉ đứng sau Bạc Liêu, Bến Tre, Hậu Giang, Long An và xếp trên Cần Thơ, Trà Vinh, Kiên Giang, Vĩnh Long, Đồng Tháp, Sóc Trăng, Tiền Giang và Cà Mau. Thái Nguyên tổng sản phẩm trên địa bàn (GRDP) 6 tháng đầu năm 2021 ước tính tăng 6,5% so với cùng kỳ năm 2020, cao hơn so với mức tăng trưởng chung của cả nước 5,64%. Phú Thọ tổng sản phẩm trong tỉnh (GRDP) 6 tháng đầu năm 2021 (theo giá so sánh năm 2010) ước tăng 6,22% so với cùng kỳ năm trước.
Đắk Nông trong 6 tháng đầu năm 2021, tổng sản phẩm (GRDP) ước đạt gần 7.800 tỷ đồng, tăng 3,59% so với cùng kỳ năm trước. Nghệ An tốc độ tăng trưởng GRDP 6 tháng đầu năm của tỉnh ước đạt 7,58% và là địa phương có tốc độ tăng trưởng đứng thứ 2 khu vực Bắc Trung bộ và đứng thứ 14 cả nước. GRDP 6 tháng đầu năm của tỉnh Hà Tĩnh tăng 6,38%. Hà Nam tổng sản phẩm GRDP 6 tháng đầu năm ước đạt trên 19 nghìn tỷ đồng, tăng 10,4%  so với cùng kỳ năm 2020, mức tăng thứ 3 trong khu vực Đồng bằng sông Hồng và thứ 7 toàn quốc. Hà Giang tổng sản phẩm GRDP trên địa bàn tỉnh 6 tháng đầu năm 2021 ước đạt trên 6.286 tỷ đồng, tăng 3,81% so với cùng kỳ năm 2020. Bạc Liêu kinh tế – xã hội của tỉnh tăng trưởng với 7,17%. Hậu Giang tổng sản phẩm trên địa bàn (GRDP) 6 tháng đầu năm 2021 (theo giá so sánh 2010) ước tính được 11.253,59 tỷ đồng, đạt 44,9% kế hoạch năm, tăng 5,99% so với cùng kỳ năm trước, cao hơn mức tăng 4,03% của 6 tháng đầu năm 2020.
Bà Rịa – Vũng Tàu tổng sản phẩm trên địa bàn (GRDP) 6 tháng đầu năm 2021 (trừ dầu khí) tăng 5,89% so với cùng kỳ năm 2020. Tổng sản phẩm trên địa bàn (GRDP) tỉnh Bình Dương tăng 7,23% so với cùng kỳ. Tính chung 6 tháng đầu năm 2021, tăng trưởng kinh tế (GRDP) Đồng Nai tăng 5,74% so với cùng kỳ. Tổng sản phẩm trên địa bàn tỉnh (GRDP) Hải Dương ước tăng 3,9% so với 6 tháng đầu năm 2020. Thái Bình kinh tế 6 tháng đầu năm 2021 tăng 4,92 % so với cùng kỳ. Hưng Yên Tổng sản phẩm trên địa bàn tỉnh (GRDP) ước tính tăng 5,75%. Bắc Giang từ tháng 5/2021, tốc độ tăng giá trị gia tăng (GRDP) của tỉnh ước đạt 10,2%, cao gấp 1,6 lần cùng kỳ năm 2020 (6 tháng năm 2020 tăng 6,4%), đứng thứ 8/63 cả nước. Từ tháng 5/2021 dịch Covid-19 đã ảnh hưởng nghiêm trọng đến các ngành sản xuất vì vậy 6 tháng đầu năm 2021 tỉnh GRDP tăng có 4,3%. Tiền Giang tổng sản phẩm trên địa bàn tỉnh (GRDP) 6 tháng đầu năm 2021 ước đạt 28.956 tỷ đồng, (giá so sánh năm 2010) tăng 3,31% so với cùng kỳ. Kiên Giang tổng sản phẩm trên địa bàn (GRDP) 6 tháng đầu năm 2021 (giá so sánh 2010) ước tính 31.752,57 tỷ đồng, đạt 43,44% kế hoạch năm, tăng 4,52% so với cùng kỳ (năm 2020 tăng 1,24%).
Nam Định tăng trưởng 6 tháng đầu năm là 7,08%. Sóc Trăng GRDP 6 tháng đầu năm là 16.864 tỷ đồng, tăng 3,77% so với cùng kỳ. Tây Ninh tăng trưởng 7,04% trong 6 tháng đầu năm. Lào Cai 6 tháng năm 2021, tăng trưởng tổng sản phẩm trên địa bàn (GRDP) của tỉnh ước đạt 7,56%...

##### Quý III và 9 tháng
GDP quý III/2021 ước tính giảm 6,17% so với cùng kỳ năm trước, là mức giảm sâu nhất kể từ khi Việt Nam tính và công bố GDP quý (từ năm 2000). Trong đó, tăng trưởng của khu vực nông, lâm nghiệp và thủy sản tăng 1,04%; khu vực công nghiệp và xây dựng giảm 5,02%; khu vực dịch vụ giảm 9,28%. GDP 9 tháng năm 2021 chỉ tăng 1,42% so với cùng kỳ năm trước do dịch Covid-19 ảnh hưởng nghiêm trọng tới mọi lĩnh vực của nền kinh tế. Trong mức tăng chung của toàn nền kinh tế trong 9 tháng, khu vực nông, lâm nghiệp và thủy sản tăng 2,74%, đóng góp 23,52%; công nghiệp và xây dựng tăng 3,57%, đóng góp 98,53%; khu vực dịch vụ giảm 0,69%, làm giảm 22,05%. Chỉ số sản xuất công nghiệp: -5,5%. Khách quốc tế đến Việt Nam: -31,0%. Tổng mức bán lẻ hàng hóa và doanh thu dịch vụ tiêu dùng: -28,4%. Vốn đầu tư thực hiện từ nguồn ngân sách Nhà nước: -31,7%. Chỉ số giá tiêu dùng: +2,06%. Trong 9 tháng đầu năm, cả nước có 90.300 doanh nghiệp dừng hoạt động, riêng TP HCM có gần 16.000 doanh nghiệp ngừng hoạt động và giải thể.
Trong số 19 tỉnh Đông Nam Bộ và đồng bằng sông Cửu Long, duy nhất Bình Phước tăng trưởng 1% trong quý III, 18/19 tỉnh còn lại đều tăng trưởng âm. Trong đó, 12/19 tỉnh Đông Nam Bộ tăng trưởng âm trên 10%, riêng TP HCM âm trên 20% trong quý III. Phía bắc, Hà Nội là thành phố duy nhất tăng trưởng âm.
Hà Nội tính chung 9 tháng của năm 2021, tổng sản phẩm trên địa bàn (GRDP) của thành phố tăng 1,28% so với cùng kỳ năm 2020 (6 tháng đầu năm tăng 5,85%; quý III giảm 7,02%).
Bắc Giang  GRDP của tỉnh 9 tháng đầu năm 2021 ước đạt 5,5%. Bắc Ninh GRDP 9 tháng tăng 6,45%.
Quảng Ninh 9 tháng đầu năm đạt tốc độ tăng trưởng kinh tế (GRDP) 8,6%
Hải Phòng tăng trưởng 9 tháng đầu năm là 12,28%.
Thanh Hóa tốc độ tăng trưởng GRDP của tỉnh 9 tháng đầu năm 2021 ước đạt 8,07%.
Hà Giang  tốc độ tăng trưởng kinh tế chung 9 tháng đạt 4,56%; so với cùng kỳ, tổng sản phẩm GRDP quý III ước đạt trên 3.984 tỷ, tăng 4,56% năm trước.
Thừa Thiên Huế GRDP của tỉnh ước tăng 5,12% trong 9 tháng đầu năm 2021. Hòa Bình tốc độ tăng trưởng kinh tế (GRDP) 9 tháng đầu năm đạt 8,3%. Lâm Đồng 9 tháng Tổng sản phẩm trong nước (GRDP - giá SS 2010) tăng 2,39%.
Thành phố Hồ Chí Minh: Kinh tế quý 3/2021 của TP HCM -24,39%, cả ba quý -4,98%. Đây là mức thấp nhất trong 10 năm qua. 9 tháng đầu năm 2021: Chỉ số sản xuất công nghiệp (IIP) bằng 87,1% so với cùng kỳ. Tổng mức bán lẻ hàng hoá và doanh thu dịch vụ tiêu dùng đạt 636.306 tỷ đồng, giảm 17,4% so với cùng kỳ, trong đó ngành lưu trú, ăn uống giảm 30,5%, lữ hành giảm 56,2%. Tổng vốn đầu tư xã hội đạt 220.324 tỷ đồng, giảm 29,3% so với cùng kỳ. Kim ngạch xuất khẩu hàng hóa của các doanh nghiệp thành phố xuất qua cảng Thành phố (kể cả dầu thô) đạt 28,586 tỷ USD, giảm 4,3%; nhập khẩu đạt 38,716 tỷ USD, tăng 23,9% so với cùng kỳ.
Đà Nẵng theo Cục Thống kê Đà Nẵng, quý III/2021, chỉ số sản xuất toàn ngành công nghiệp (IIP) thành phố giảm sâu so với quý II và cùng kỳ năm 2020 với mức giảm lần lượt là 23,5% và 18,8%, dịch vụ du lịch, ngành kinh tế mũi nhọn của thành phố đã phải chịu nhiều tác động trực tiếp từ dịch COVID-19. Doanh thu dịch vụ lưu trú và lữ hành ước đạt 2.074 tỷ đồng, giảm 31,3% so với cùng kỳ năm 2020. TP Đà Nẵng điều chỉnh chỉ tiêu phấn đấu tổng sản phẩm xã hội trên địa bàn năm 2021 (GRDP, giá so sánh 2010) ước tăng 1,59% so với năm 2020 giảm mạnh so với mục tiêu ban đầu (theo Nghị quyết HĐND) là 6%. Tăng trưởng kinh tế trong 9 tháng giảm 1,18%.
Ninh Thuận Tổng sản phẩm nội tỉnh (GRDP) 9 tháng đầu năm: đạt tăng 9,45%. An Giang uớc tăng trưởng GRDP 9 tháng đầu năm 2021 đạt 1,60% thấp hơn tăng trưởng cùng kỳ năm trước (9 tháng 2020 tăng 2,45%). Hưng Yên  GRDP 9 tháng tăng 5,71%. Điện Biên 9 tháng năm 2021, tổng sản phẩm trên địa bàn tỉnh (GRDP) ước đạt trên 3.000 tỷ đồng, tăng 5,26% so với quý III năm 2020... Hải Dương, Hưng Yên, Thái Bình, Thanh Hóa, Nghệ An...lấy lại được đà tăng trưởng bù đắp phần nào suy giảm của các tỉnh thực hiện Chỉ thị 16. Tổng sản phẩm trên địa bàn tỉnh Vĩnh Phúc (GRDP) 9 tháng năm 2021 ước tính tăng 9,62% so với cùng kỳ năm trước, đứng thứ 3 vùng ĐBSH và thứ 4 cả nước chỉ sau 3 tỉnh Hà Nam, Gia Lai và Hải Phòng. Ninh Bình tăng 4,79%, Hải Dương 7,28%, Bắc Ninh 8,57%.
Một số dự đoán cuối năm:
Theo tính toán của Tổng cục Thống kê, Việt Nam có thể đạt mức tăng trưởng kinh tế 2,5% nếu quý IV tăng 5,3%, mức tăng cao hơn quý I và thấp hơn quý II. "Chúng tôi thiên về dự báo kịch bản tăng trưởng này", ông Lê Trung Hiếu cho biết. Ở trường hợp tích cực hơn, nếu GDP quý IV tăng 7,1%, tăng trưởng cả năm có thể đạt ngưỡng 3%, con số cao hơn năm trước. Khả năng này là có thể nhưng Tổng cục Thống kê thừa nhận "sẽ rất thách thức".
Theo báo cáo của Bộ Kế hoạch và Đầu tư (KHĐT), năm 2021, hầu hết địa phương miền Bắc đều chịu ảnh hưởng của dịch COVID-19, khiến nhiều chỉ tiêu kinh tế có thể không đạt được như đề ra.
Ngoài một số tỉnh tăng trưởng khá như Quảng Ninh phấn đấu tăng trưởng GRDP năm trên 10,5%, vượt kế hoạch là 10%; Bắc Ninh dự kiến tăng 6,45%; Ninh Bình là 8%; Nam Định 8,5%; Hà Nam 9,3%, cơ bản các địa phương còn lại xác định không đạt mục tiêu. Hà Nội dự kiến chỉ tăng khoảng 4,54%, thấp hơn nhiều kế hoạch đề ra trong khoảng 7,5-8,0%. Mặc dù ảnh hưởng nặng nề do dịch bệnh Covid-19, phấn đấu tốc độ tăng trưởng GRDP của Vùng trung du và miền núi phía Bắc dự kiến đạt 6,5%, một số tỉnh có tốc độ tăng trưởng khá như: Bắc Giang (ước đạt 6,2%); Thái Nguyên (ước đạt 7%); Lào Cai (8%); Tuyên Quang (8,1%),...Đây là những tỉnh có quy mô GRDP khá, đóng góp đáng kể vào tăng trưởng chung của Vùng. Bên cạnh đó, một số tỉnh đạt mức tăng trưởng trung bình hoặc thấp hơn so với Vùng như Cao Bằng (4,1%); Bắc Cạn (5,8%)…Ước thực hiện kế hoạch năm 2021, tốc độ tăng tổng sản phẩm trong nước (GRDP) của vùng Trung du và miền núi Bắc Bộ đạt 6,5%, vùng Đồng bằng sông Hồng đạt 7,04%. GRDP bình quân đầu người vùng Trung du và miền núi Bắc Bộ đạt 54,3 triệu đồng/ người/năm; vùng Đồng bằng sông Hồng đạt 112 triệu đồng/người/năm. Tăng trưởng GRDP vùng Đông Nam Bộ năm 2021 dự kiến -0,13%. Không chỉ Đông Nam bộ, các tỉnh Đồng bằng sông Cửu Long dự báo tăng trưởng năm 2021 chỉ đạt 2,69%, trong khi kế hoạch đề ra từ đầu năm là 6-7%. Bên cạnh tốc độ tăng trưởng kinh tế không đạt mục tiêu đề ra, một số chỉ tiêu khác trong Vùng Đồng bằng sông Cửu Long cũng dự báo không đạt kế hoạch, bao gồm: GRDP bình quân đầu người; thu ngân sách nhà nước; tổng vốn đầu tư toàn xã hội; kim ngạch xuất nhập khẩu.
Theo ông Nguyễn Thành Phong, Phó trưởng Ban Kinh tế Trung ương, 2 năm qua nếu không có dịch Covid-19, nền kinh tế Việt Nam tăng 7%. Tuy nhiên, do tác động của đại dịch, tốc độ tăng trưởng kinh tế chỉ tăng 2,91% vào năm 2020 và dự kiến tăng 2,5% năm 2021. Ông Nguyễn Thành Phong cho biết năm 2020, kinh tế thiệt hại khoảng 160.000 tỉ đồng và 346.000 tỉ đồng năm 2021. "Tổng cộng 2 năm qua, thiệt hại khoảng 507.000 tỉ đồng". TP.HCM tăng trưởng âm 6,78%. Hà Nội GRDP tăng 2,35- 3,0% (kế hoạch là 7,5%; cả nước ước tăng 3,0-3,5%; TP HCM ước giảm 5%);...

##### Quý IV và cả năm
Theo Tổng cục Thống kê, do dịch COVID-19 ảnh hưởng nghiêm trọng tới nhiều lĩnh vực của nền kinh tế làm tăng trưởng GDP cả năm 2021 chỉ tăng 2,58%.
Tổng sản phẩm trong nước (GDP) quý IV/2021 ước tính tăng 5,22% so với cùng kỳ năm trước, tuy cao hơn tốc độ tăng 4,61% của năm 2020 nhưng thấp hơn tốc độ tăng của quý IV các năm 2011-2019. Khu vực nông, lâm nghiệp và thủy sản tăng 2,9%, đóng góp 13,97% vào tốc độ tăng tổng giá trị tăng thêm của toàn nền kinh tế; khu vực công nghiệp và xây dựng tăng 4,05%, đóng góp 63,80%; khu vực dịch vụ tăng 1,22%, đóng góp 22,23%.
TP.HCM sau khi chạm đáy vào quý III (chỉ bằng 75,03% so với cùng kỳ năm ngoái), số liệu GRDP đã tăng trở lại trong quý IV - cụ thể là bằng 88,36% so với quý cuối năm 2020. Ghi nhận tính chung cả năm 2021, tổng sản phẩm trên địa bàn TP (GRDP) ước đạt xấp xỉ 1,299 triệu tỉ đồng (theo giá hiện hành), giảm 6,78% so với cùng kỳ năm trước.
Tổng sản phẩm trên địa bàn (GRDP) quý IV năm 2021 của Hà Nội ước tính tăng 6,69% so với cùng kỳ năm trước. Tính chung cả năm 2021, GRDP của TP ước tăng 2,92%. Tăng trưởng GRDP năm đạt thấp hơn kế hoạch năm 2021 (7,5%) và thấp hơn mức tăng trưởng năm 2020 (4,18%), chủ yếu do ảnh hưởng nặng nề từ đại dịch Covid-19, nhất là trong quý III khi hầu hết các ngành, lĩnh vực bị suy giảm mạnh.
Cả năm 2021, tỉnh Hưng Yên tăng 6,52%, tỉnh Tuyên Quang tăng 5,67%, Đà Nẵng năm 2021 tăng 0,18%, Quảng Ninh ước tăng 10,28%, đứng thứ hai so với các tỉnh, thành phố trong cả nước. Hải Phòng ước đạt 12,38%, Quảng Nam tăng 5,04%, Quảng Bình đạt 4,83%,...Cả nước có 54 địa phương tăng trưởng GRDP cao hơn năm trước (cao nhất lần lượt là Hải Phòng, Quảng Ninh, Gia Lai, Ninh Thuận, Hà Nam và Thanh Hóa),  và 9 địa phương tăng trưởng âm, gồm: Khánh Hòa (-5,68%); Bà Rịa - Vũng Tàu (-6,26%); TP. Hồ Chí Minh (-6,78%); Tiền Giang (-0,72%); Trà Vinh (-3,92%); Vĩnh Long (-4,55%); Đồng Tháp (-1,76%); Cần Thơ (-2,79%); và Cà Mau (-2,68%).
Trong 4 vùng kinh tế trọng điểm, thì vùng kinh tế trọng điểm Bắc Bộ và miền Trung có tăng trưởng dương (lần lượt là 6,12% và 3,74%); 2 vùng kinh tế trọng điểm phía Nam và Đồng bằng sông Cửu Long tăng trưởng âm lần lượt là: -3,45% và -0,80%.